# DKiss
DKISS é um canal de televisão espanhol pertencente a Kiss Média, com uma programação de corte generalista para um público, principalmente, jovem-adulto. O grupo também possui o canal de televisão local Hit TV e as emissoras de rádio Kiss FM e Hit FM. O canal começou suas emissões regulares o 28 de abril de 2016 para estar a pleno funcionamento no mês de maio do mesmo ano. O 15 de março de 2016, Discovery Communications chegou a um acordo com Kiss Média para emitir conteúdo exclusivo, incluindo sua marca na denominação do canal através do "D" de DKISS.

## História
Após que o Conselho de Ministros outorgasse a Rádio Branca uma das três licenças de TDT em definição regular, o grupo audiovisual anunciou que lançaria um canal generalista (sem noticiários) e de produção própria destinado a um público dentre 20 e 40 anos.
Mais tarde, anunciou-se que o canal operaria baixo a marca Quiero TV. Pouco depois, Kiss Média rectificou e confirmou que o canal utilizaria a marca 9Kiss TV para o canal nacional, mudando a do canal local por Hit TV. Assim, 9Kiss TV, que chegaria 28 de abril de 2016, apressando o limite legal de início de emissão, estaria destinado, principalmente, ao público feminino jovem-adulto.
No entanto, Kiss Média atingiu um acordo de cessão de conteúdos por parte de Discovery Communications, e confirmou-se que o canal finalmente denominar-se-ia DKISS.